# Oecomys paricola
Oecomys paricola är en däggdjursart som först beskrevs av Thomas 1904.  Oecomys paricola ingår i släktet Oecomys och familjen hamsterartade gnagare. IUCN kategoriserar arten globalt som otillräckligt studerad. Inga underarter finns listade i Catalogue of Life.
Denna gnagare förekommer i östra Brasilien söder om Amazonfloden. Habitatet utgörs av regnskogar.